# Miguel Ângelo Freitas Ribeiro
Dom Miguel Ângelo Freitas Ribeiro (Itaguara, 26 de Novembro de 1958), é um bispo católico brasileiro, atual bispo de Oliveira, Minas Gerais.

## Biografia
Nasceu em Itaguara, Minas Gerais, na Diocese de Oliveira, filho de José Ribeiro Costa e Zeni Freitas Ribeiro. Fez o curso de filosofia em sua cidade natal, na Universidade Federal de Minas Gerais, e o de teologia na Pontifícia Universidade Católica (PUC-MG) em Belo Horizonte.
Foi ordenado sacerdote em 11 de janeiro de 1986 e incardinado à Diocese de Oliveira, na qual exerceu os seguintes cargos: pároco da Pároquia Senhor Bom Jesus do Perdões; diretor espiritual dos Cursilhos de Caridade; pároco do Santuário Diocesano Nossa Senhora Aparecida; administador da Paróquia São Francisco de Paula; redator da revista Vida Diocesana; conselheiro diocesano de pastoral; presidente do Conselho Diocesano de Arte Sacra; reitor do Seminário Menor São José e do Propedêutico; membro do Colégio de Consultores.
Em 17 de janeiro de 2001, o Papa João Paulo II nomeou-o bispo da Diocese de Tocantinópolis, no Tocantins. Sua ordenação episcopal aconteceu e 31 de março seguinte, por imposição das mãos de Dom Francisco Barroso Filho, bispo de Oliveira, auxiliado por Dom Alberto Taveira Corrêa, arcebispo de Palmas, e por Dom Frei José Belisário da Silva, OFM, bispo de Bacabal. Tomou posse de sua diocese em 21 de abril. Sucedeu a Dom Aloísio Hilário de Pinho, FDP, removido para a Diocese de Jataí, Goiás, havia mais de um ano.
O Papa Bento XVI removeu-o para a Diocese de Oliveira em 31 de outubro de 2007, assumindo-a em 6 de dezembro seguinte. Sucedeu a Dom Jésus Rocha, falecido em julho de 2006. Tocantinópolis ficou aos cuidados de Dom Frei José Soares Filho, OFM, bispo de Carolina, Maranhão.